# Myzus negifoliae
Myzus negifoliae är en insektsart. Myzus negifoliae ingår i släktet Myzus och familjen långrörsbladlöss. Inga underarter finns listade i Catalogue of Life.